# 아기스 4세

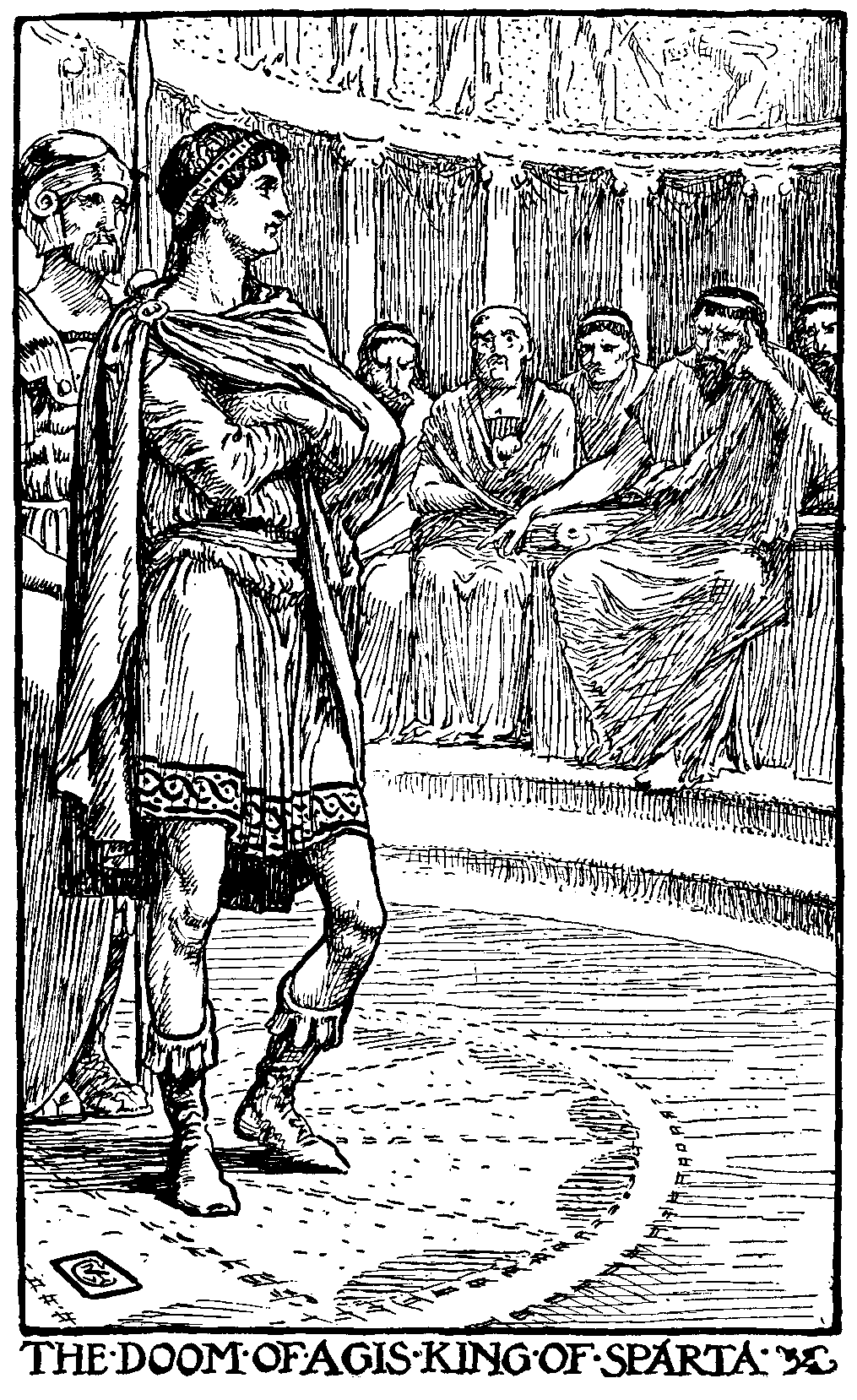

아기스 4세(고대 그리스어: Ἄγις, 라틴어: Agis IV, 기원전 265년- 기원전 241년)는 스파르타 에우다미다스 2세의 큰 아들로 에우리폰 왕조의 25대 왕이다. 후세의 사람들은 그를 이상적인 군주로 여기지만, 실제로는 실용적이지 못한 군주였다.

## 개요
기원전 245년, 아기스는 아버지의 뒤를 이어 약 20세의 나이로 스파르타 에우리폰 왕조의 제 25대 왕에 즉위하여 4년을 통치했다. 그의 통치 관심사는 그가 왕위를 이어받을 무렵의 스파르타의 국내적 위기에 대한 그의 반응에서 나온 것이었다. 스파르타는 본래 두 왕가와 장로회가 정권을 운영하고 있었지만, 당시에는 일부 귀족의 손에 의해 정권이 운영되는 실정이었다. 귀족층은 사치로운 생활을 영위했지만, 대다수 시민들은 빈곤에 허덕이고 있었다. 아기스는 초기 리쿠르고스의 제도를 본받아 채무 감면을 실시한다. 그러나 토지 재분배가 지연되었기 때문에 시민의 반감을 초래했다. 기원전 241년, 레오니다스 2세의 쿠데타로 처형당한다.

## 생애
아기스 친구 리산드로스, 맨드롭클레이다스, 외삼촌 아게실라오스가 채무 감면 운동에 찬성했다. 그러나 아게실라오스가 찬성한 이유는 부채를 감면받기 위함이었다.
아기스는 어머니 아게시스토라타에게 재정 지원을 해달라고 외삼촌 아게실라오스와 함께 설득했다.
레오니다스는 원래 부유한 자들의 편이었다. 그리고 아기스를 독재를 노리고 빈민의 비위를 맞추려고 노력하고 있다고 비방했다. 아기스는 리산드로스를 에포로스(선출 행정관) 중 하나로 선출되게 하고 법안을 장로회에 올렸다. 그 내용은 “채무자를 채무로부터 해방시킨다. 스파르타의 영토를 크게 둘로 나눠서 4500개의 동일 필지로 구성된 하나를 스파르타의 존경받는 페리오이코이(비시민권 자유민)와 이방인에게 분배하고, 나머지 하나는 15,000개의 동일 필지로 나머지 페리오이코이에게 분배한다. 식사는 예부터 내려온 200명 단위의 공동 식사를 재현한다”는 내용이었다.
처음에 장로회는 그 문제에 대한 결론을 내리지 못했다. 리산드로스는 민회를 소집하여, 아기스가 제안한 내용을 설명하면서 최초로 자신의 땅과 돈을 희생하자고 제안했다. 마지막으로 아기스가 등장해 자신이 재산을 제공한다. 또한 어머니도 할머니도 같은 일을 하겠다고 약속했다. 민중은 300년의 시간을 거쳐 스파르타에 어울리는 진정한 왕이 등장했다고 환호했다. 레오니다스는 어떻게든 방해하고자 이런저런 질문을 던졌다.
레오니다스는 “리쿠르고스를 평가하는 것은 좋지만, 그가 부채탕감을 인정했을까? 외국인에게 시민권을 준 것일까?”라고 질문을 던졌다.
아기스는 “리쿠르고스는 돈의 대차는커녕 화폐 자체를 국가에서 추방했다. 또한 외국인이 아니라 국풍에 악영향을 미친 것을 혐오한 것이다. 그래서 밀레토스 태생의 철학자 탈레스를 존중했다”라고 답했다.
민중은 완전히 아기스를 지지했다. 그러나 민회에 앞서 법안을 채택할 권한은 장로회에 있었고, 부자들은 장로들을 설득해 한 표 차이로 이를 부결시켜 버렸다.
레오니다스는 이국에서 길러졌으며, 또한 외국인 아내를 취했다. 리산드로스는 오래된 법률을 들고 나와 레오니다스를 탄핵했다. 그 법률에는 “헤라클레스의 후손인 스파르타 시민은 외국 여자와의 사이에 아들을 낳지 말 것이며, 또한 스파르타에서 이국으로 이주한 자는 사형에 처한다”이라는 내용이 있었다.
이 재판을 레오니다스에게 걸자, 그는 아테네 신전으로 도망쳐 망명을 희망했다. 그는 신전에서 나오지 못한 채 유죄 판결을 받아 왕위를 사위 클레옹브로토스 2세에게 물려주어야 했다.
아기스와 클레옹부토로스는 협력하여 일을 했다. 에프로스의 후임으로는 아게실라오스가 선임되었다. 그는 레오니다스 암살을 기도했지만 아기스가 이를 저지하여 테게아까지 무사히 호송했다.
모든 것이 잘 진행되는 것처럼 보였다. 그러나 아게실라오스가 그림자를 드리웠다. 아게실라오스는 탐욕스러운 재산가였지만 막대한 부채를 안고 있었다. 그는 재산을 처분하고 않고 빚은 탕감 받고 싶었다. 그래서 아기스에게 제안했다. “채무 감면과 토지의 재분배를 동시에 실시하는 것은 격무이다. 채무 감면을 먼저 실시하면 그 혜택을 받은 지주는 쉽게 땅을 내줄 것이다.”
아기스는 이 제안을 받아들여 차용증서를 광장에 모아 불태웠다. 채권자들은 한탄했지만 아게실라오스는 원하는 것을 얻어내고는 즐거워했다.